# آندره بروگر
آندره بروگر (به انگلیسی: Andre Braugher) (زادهٔ ۱ ژوئیه ۱۹۶۲ – درگذشتهٔ ۱۱ دسامبر ۲۰۲۳) بازیگر آمریکایی بود که برای نقش‌هایش در نقش کارآگاه فرانک پمبلتون در سریال درام پلیسی ان‌بی‌سی: فیلم قتل: زندگی در خیابان (۱۹۹۹–۱۹۹۹۳) و کاپیتان ریموند هولت در سریال کمدی پلیسی «بروکلین نه-نه» محصول فوکس/ان‌بی‌سی (۲۰۱۳–۲۰۲۱) شناخته شد. او برنده دو جایزه امی ساعات پربیننده و نامزد دو جایزه گلدن گلوب شد.

## زندگی شخصی
در سال ۱۹۹۱، بروگر با هنرپیشه آمی برابسون که با او در فیلم قتل: زندگی در خیابان همبازی شد ازدواج کرد. آنها سه پسر به نام‌های مایکل، آیزایا و جان وسلی داشتند و در نیوجرسی زندگی می‌کردند.

## مرگ
بروگر در ۱۱ دسامبر ۲۰۲۳ در سن ۶۱ سالگی بر اثر سرطان ریه که چند ماه قبل تشخیص داده شد درگذشت. او قبلاً سیگاری بود، اما در سال ۲۰۱۰ سیگار را ترک کرده بود. پس از مرگ او، بسیاری از همبازی‌هایش به خاطر گرمی، مهربانی و استعداد او به عنوان یک بازیگر قدردانی کردند.

## فیلم‌شناسی
- مه
- فاصله قابل توجه
- کوجک
- افتخار
- قانون شکنان بیتاون
- شهر فرشته‌ها
- دوئت
- این خشم است